# Jak–28
A Jak–28 (cirill betűkkel: Як–28) különböző változatai elfogóvadász és vadászbombázó repülőgépek voltak, melyeket a Szovjetunióban fejlesztettek ki az 1950-es évekre, a korábbi Jak–25 továbbfejlesztésével. Nyilazott középszárnyas, tandemfutóműves konstrukció volt, hajtóműveit a szárnyak alatt helyezték el, törzsében az így felszabadult helyre bombateret, az elfogóvadász változatnál további tüzelőanyag-tartályokat helyeztek el. 

## Története
Nem exportálták, a repülőgépek nagy részét az 1980-as években vonták ki a hadrendből, a felderítő, rádióelektronikai zavaró és kiképzőváltozatok egészen a Szovjetunió felbomlásáig hadrendben maradtak.
Harci cselekményben nem vett részt, 1967. március 13-án a Fekete-tenger felett részt vett egy Törökország felé menekülő szovjet dezertőr An–2-es lelövésében, de az alacsonyan és lassan repülő, csillagmotoros repülőgépet valószínűleg nem a nagy sebességű és rosszul manőverező Jak–28-as, hanem egy MiG–17-es lőtte le, amit azonban a Jak–28-as vezetett rá fedélzeti rádiólokátorával.

### Magyarországi katasztrófa
1986. augusztus 13-án egy szovjet Jak–28R Andornaktálya belterületén lezuhant a Szabadság utca egyik házának melléképületeire. A kiömlő kerozintól kigyulladtak a házak, a kettétépett fák. A  pilóta és a navigátora korábban jelezte a légi irányításnak, hogy megpróbálják elhagyni a géppel a lakott területet, de nem jártak sikerrel. Mivel katapultálni sem tudtak, mindketten a roncsokban égtek. A földet érés melletti családi házban éppen nem volt senki, a szülők dolgoztak, a gyermekek a szomszédban játszottak. A balesetet a vizsgálatok szerint valószínűleg pilótahiba okozta.

## Típusváltozatok
- Jak–28BI[2]
- Jak–28I[3]
- Jak–28L[4]
- Jak–28–64[5]
- Jak–28P[6]
- Jak–28U[7]
- Jak–28R[8]
- Jak–28PP[9] – Rádióelektronikai harcra szolgáló változat, amely 1970-ben jelent meg.